# Pleistodontes rennellensis
Pleistodontes rennellensis är en stekelart som beskrevs av Wiebes 1968. Pleistodontes rennellensis ingår i släktet Pleistodontes och familjen fikonsteklar. Inga underarter finns listade i Catalogue of Life.